# Powerviolence
Powerviolence, seltener auch Power Violence geschrieben, ist eine Musikrichtung des Hardcore Punks, die sich stilistisch an den Grindcore anlehnt.

## Geschichte
Powerviolence entstand als eigenständiger Stil um 1986 in den Vereinigten Staaten und geht auf die Hardcore-Punk-Band Infest zurück. Die Musikrichtung verbindet den US-Hardcore-Punk-Stil mit Crustcore im Stil von Siege und frühen Corrosion of Conformity. Matt Domino von Infest spielte später mit Eric Wood von Pissed Happy Children in der Band Neanderthal und nannte die Musikrichtung zum ersten Mal Powerviolence. 
Als eigenständige Szene begann sich Powerviolence ab Anfang der 1990er über das Label Slap A Ham Records zu entwickeln. Zu den bekanntesten Bands gehören neben Infest auch Man Is the Bastard, Capitalist Casualities, No Comment, Spazz, Assück und Crossed Out. Mitte der 1990er erreichte die Szene ihren Höhepunkt und verlor dann an Bedeutung, nachdem sich fast alle Gründungsbands sowie das führende Label Slap A Ham aufgelöst hatten.
Heute gibt es eine sehr kleine Powerviolence-Szene in den Vereinigten Staaten um Bands wie Iron Lung.

## Musikalische Merkmale
Musikalisch erreicht Powerviolence oft die Geschwindigkeit des Grindcore, verzichtet dabei aber auf Metal-Einflüsse. Nur bei den langsamen Breakdowns und progressiven Soli sind Einflüsse aus dem Doom Metal erkennbar. Elemente der Musik sind der Einsatz von Blastbeats, das gleichzeitige Anspielen von Bass Drum und Hi-Hat, gefolgt von einer Snare Drum. Kennzeichnend sind häufige Tempowechsel. Es wird viel mit Verzerrung gearbeitet und die Musik ist sehr experimentell gehalten. Einflüsse aus elektronischer Musik und Noise sind nicht selten, insbesondere bei Man Is the Bastard, die kaputte Hammond-Orgeln und schlecht funktionierende Kassettenrekorder als Instrumente verwendeten. Zu der Subszene gehört eine radikal-linke Gesinnung und DIY-Einflüsse. Jedoch konterkarierten gerade Spazz, die einen wesentlichen Anteil an der späteren Entwicklung der Szene hatten, diese Entwicklung. Ihre Texte bauten vor allem auf popkulturellen Referenzen, zum Beispiel Martial-Arts-Filme oder Skateboarding, auf.  